# Fabio Moro
Fabio Moro (né le 13 juillet 1975 à Bassano del Grappa, dans la province de Vicence, en Vénétie) est un ancien footballeur italien.

## Clubs
- ? : Bassano Virtus
- 1991-1994 : Milan AC
- 1994-1995 : US Ravenne
- 1995-1996 : Torino Calcio
- 1996-1997 : Salernitana Sport
- 1997-1999 : Calcio Monza
- 1999-2000 : Parme AC
- 2000-2010 : Chievo Vérone